# Frank Schale
Frank Schale (* 1976) ist ein deutscher Politikwissenschaftler.
2005 wurde er bei Alfons Söllner an der Philosophischen Fakultät der TU Chemnitz mit einer politikwissenschaftlichen Arbeit über die Schriften von Otto Kirchheimer zum Dr. phil. promoviert. Er ist wissenschaftlicher Mitarbeiter am Projekt Intellectual History der Bundesrepublik der Professur Politische Theorie und Ideengeschichte (Alexander Gallus).

## Schriften (Auswahl)
- Zwischen Engagement und Skepsis. Eine Studie zu den Schriften von Otto Kirchheimer (= Schriftenreihe der Sektion Politische Theorie und Ideengeschichte in der Deutschen Vereinigung für Politische Wissenschaft. Bd. 10). Nomos, Baden-Baden 2006, ISBN 3-8329-2255-5.
- mit Robert Chr. van Ooyen (Hrsg.): Kritische Verfassungspolitologie. Das Staatverständnis von Otto Kirchheimer (= Staatsverständnisse. Bd. 37). Nomos, Baden-Baden 2011, ISBN 978-3-8329-5404-8.
- mit Ellen Thümmler, Michael Vollmer (Hrsg.): Intellektuelle Emigration. Zur Aktualität eines historischen Phänomens. Festgabe für Prof. Dr. Alfons Söllner. Springer VS, Wiesbaden 2012, ISBN 978-3-531-19657-2.
- mit Ellen Thümmler (Hrsg.): Den totalitären Staat denken (= Staatsverständnisse. Bd. 79). Nomos, Baden-Baden 2015, ISBN 978-3-8487-1640-1.
- mit Sebastian Liebold (Hrsg.): Neugründung auf alten Werten? Konservative Intellektuelle und Politik in der Bundesrepublik. Nomos, Baden-Baden 2017, ISBN 978-3-8487-3118-3.
- mit Alexander Gallus, Sebastian Liebold: Vermessungen einer Intellectual History der frühen Bundesrepublik. Wallstein, Göttingen 2020, ISBN 978-3-8353-3472-4.